# Вывыткар
Вывыткар (Выйвыгкер) — река на севере Дальнего Востока России, протекает по территории Иультинского района Чукотского автономного округа. Длина реки — 38 км.
Название в переводе с чук. Вывиткэй — «седловинка».
Берёт истоки с западных склонов горы Инымчун, протекает в северо-восточном направлении до впадения в Этыквын справа. Крупный приток — Правый Выввыткар.
В низовьях реку пересекает автозимник Эгвекинот — Мыс Шмидта.

## Данные водного реестра
По данным государственного водного реестра России относится к Анадыро-Колымскому бассейновому округу.